# The Adventures of a £5 Note
The Adventures of a £5 Note è un cortometraggio muto del 1910 diretto da Lewin Fitzhamon.

## Trama
Un ladro ruba una banconota da cinque sterline, viene derubato pure lui, riesce a riprenderla per scoprire poi che è falsa.

## Produzione
Il film fu prodotto dalla Hepworth.

## Distribuzione
Distribuito dalla Hepworth, il film - un cortometraggio di 99 metri - uscì nelle sale cinematografiche britanniche nel settembre 1910.
Si conoscono pochi dati del film che, prodotto dalla Hepworth, fu distrutto nel 1924 dallo stesso produttore, Cecil M. Hepworth. Fallito, in gravissime difficoltà finanziarie, il produttore pensò in questo modo di poter almeno recuperare il nitrato d'argento della pellicola.